# Episodi di Grey's Anatomy (nona stagione)
La nona stagione della serie televisiva Grey's Anatomy, composta da ventiquattro, è stata trasmessa in prima visione assoluta negli Stati Uniti d'America da ABC dal 27 settembre 2012 al 16 maggio 2013.
In Italia la stagione è stata trasmessa in prima visione satellitare da Fox Life dal 14 gennaio al 1º luglio 2013; in chiaro è andata in onda su LA7 dal 29 settembre 2013.
Gaius Charles, Camilla Luddington, Jerrika Hinton, Tina Majorino, Tessa Ferrer e Steven Culp entrano nel cast come ruolo ricorrente. Mentre Eric Dane, interprete del personaggio di Mark Sloan, abbandona la serie definitivamente nel secondo episodio della stagione.
| nº | Titolo originale                    | Titolo italiano                        | Prima TV USA      | Prima TV Italia  |
| -- | ----------------------------------- | -------------------------------------- | ----------------- | ---------------- |
| 1  | Going Going Gone                    | Sto andando. Sto andando. Sono andato  | 27 settembre 2012 | 14 gennaio 2013  |
| 2  | Remember the Time                   | Ricordando il passato                  | 4 ottobre 2012    | 21 gennaio 2013  |
| 3  | Love the One You're With            | Ama chi ti sta vicino                  | 18 ottobre 2012   | 28 gennaio 2013  |
| 4  | I Saw Her Standing There            | Nella vita ci si rialza                | 25 ottobre 2012   | 4 febbraio 2013  |
| 5  | Beautiful Doom                      | Fuori controllo                        | 8 novembre 2012   | 11 febbraio 2013 |
| 6  | Second Opinion                      | Cambiare idea                          | 15 novembre 2012  | 18 febbraio 2013 |
| 7  | I Was Made For Lovin' You           | Sono fatta per amarti                  | 29 novembre 2012  | 25 febbraio 2013 |
| 8  | Love Turns You Upside Down          | L'amore ti rivolta                     | 6 dicembre 2012   | 4 marzo 2013     |
| 9  | Run, Baby, Run                      | Non è finita                           | 13 dicembre 2012  | 11 marzo 2013    |
| 10 | Things We Said Today                | Le cose che abbiamo detto              | 10 gennaio 2013   | 18 marzo 2013    |
| 11 | The End is the Beginning is the End | La fine è l'inizio, l'inizio è la fine | 17 gennaio 2013   | 25 marzo 2013    |
| 12 | Walking on a Dream                  | Camminare su un sogno                  | 24 gennaio 2013   | 8 aprile 2013    |
| 13 | Bad Blood                           | L'occhio che ci spia                   | 31 gennaio 2013   | 15 aprile 2013   |
| 14 | The Face of Change                  | Il volto del cambiamento               | 7 febbraio 2013   | 22 aprile 2013   |
| 15 | Hard Bargain                        | Trattative difficili                   | 14 febbraio 2013  | 29 aprile 2013   |
| 16 | This Is Why We Fight                | Per questo lottiamo                    | 21 febbraio 2013  | 6 maggio 2013    |
| 17 | Transplant Wasteland                | Il nuovo nome                          | 14 marzo 2013     | 13 maggio 2013   |
| 18 | Idle Hands                          | Mani in mano                           | 21 marzo 2013     | 20 maggio 2013   |
| 19 | Can't Fight This Feeling            | Non posso combattere questo sentimento | 28 marzo 2013     | 27 maggio 2013   |
| 20 | She's Killing Me                    | Lei mi uccide                          | 4 aprile 2013     | 3 giugno 2013    |
| 21 | Sleeping Monsters                   | Il mostro dormiente                    | 25 aprile 2013    | 10 giugno 2013   |
| 22 | Do You Believe in Magic             | Tu credi nella magia?                  | 2 maggio 2013     | 17 giugno 2013   |
| 23 | Readiness Is All                    | Pronti a tutto                         | 9 maggio 2013     | 24 giugno 2013   |
| 24 | Perfect Storm                       | La tempesta perfetta                   | 16 maggio 2013    | 1º luglio 2013   |

## Sto andando. Sto andando. Sono andato
- Titolo originale: Going Going Gone
- Diretto da: Rob Corn
- Scritto da: Stacy McKee

### Trama
L'episodio si svolge al Seattle Grace Mercy West Hospital. La dottoressa Yang lavora nel Minnesota, Meredith Grey è diventata una strutturata di chirurgia generale al Seattle Grace e deve insegnare ai nuovi tirocinanti, i quali le hanno dato il soprannome di "Medusa" a causa dei suoi modi dispotici. Mark Sloan non si è ripreso dall'incidente e sopravvive grazie alle macchine, è in questo stato da 30 giorni e se entro le 17 del giorno in corso non mostrerà cenni di miglioramento, secondo il suo testamento biologico, dovranno staccare i macchinari che lo tengono in vita. Il dottor Shepherd sembra essere tornato in forma e anche la sua mano ormai sembra a posto, quindi decide di operare un paziente alla spina dorsale insieme alla dottoressa Torres. Nel corso di tutto l'episodio sono presenti numerosi flashback riguardanti il rapporto del dott. Sloan con gli amici e colleghi. Il dott. Karev è in partenza per il suo impiego ad Hopkins, ma quando incontra il sostituto della dott. Robbins che non vuole proseguire il programma di scambio con i bambini dell'Africa decide di restare. La Robbins non viene nominata per metà episodio, ciò lascia intendere che le sia successo qualcosa dal momento che il dott. Hunt ha bisogno di chiamare un sostituto per lei. Derek durante l'intervento con la Torres si rende conto di non essere ancora in grado di operare, quindi abbandona la sala operatoria. Alle 17 giunge il momento fatidico, Mark non si è ripreso quindi il dott. Webber è costretto a staccare le macchine mentre Derek e Callie assistono. Mark lentamente muore. Meredith cerca di raggiungere Christina con l'aereo ma è costretta a scendere ancora terrorizzata dalla paura di volare. Il dott. Hunt invece prende un aereo per raggiungere April Kepner e offrirle la possibilità di tornare a lavorare. Le ultime immagini riguardano Callie che apre la porta della stanza da letto e parla con Arizona, che quindi è viva, ma profondamente scossa dall'amputazione della sua gamba. L'episodio si conclude con l'ultimo flashback di una famiglia felice composta da Mark, Callie, Arizona e la piccola Sofia.
- Guest star: William Daniels (Dr. Craig Thomas), Jason George (Dr. Ben Warren), Steven Culp (Dr. Parker), Gaius Charles (Dr. Shane Ross), Philip Casnoff (Dr. Mel Barnett), Camilla Luddington (Dr. Jo Wilson), Tina Majorino (Dr. Heather Brooks), Jerrika Hinton (Dr. Stephanie Edwards).
- Musiche: Portions For Foxes dei Rilo Kiley, Body Of Work dei The Mynabirds, My Heart Goes Boom di Miss Li, My Oh My di Tristan Prettyman, Feels Like The End di Mikky Ekko, Without You dei One Two, Into You di Ingrid Michaelson.
- Riferimento del titolo: è riferito alla canzone di Bob Dylan.
- Ascolti USA: telespettatori 11.730.000[8]

## Ricordando il passato
- Titolo originale: Remember the Time
- Diretto da: Tony Phelan
- Scritto da: William Harper

### Trama
In questo episodio si delineano i vari profili dei sopravvissuti dal momento del ritrovo nel bosco, ricollegandosi all'episodio precedente e spiegandone i risultati visti nello stesso.
Cristina: è l'unica che si accorge dell'elicottero che li sta cercando perché non ha mai dormito durante i quattro giorni. Scioccata dagli eventi crolla in un mutismo totale che una volta a Seattle si sviluppa in sintomi di disturbo post-traumatico da stress con l'amore di Owen e di Meredith pian piano si riprende riuscendo a raccontare solo alcune cose avvenute in quei giorni come ad esempio di aver accudito Arizona salvandola dall'attacco degli insetti attirati dal sangue della gamba; aver rianimato più volte Mark; essersi dissetata con la sua urina; aver tentato invano che gli animali non mangiassero il corpo di Lexie. Senza ulteriori spiegazioni tranne un piccolo dialogo con Meredith, Cristina parte per il Minnesota.
Mark: arrivato incosciente in ospedale rimane in coma per alcuni giorni, al suo capezzale si alternano Jackson, Derek e Callie. Mentre Derek lo accudisce durante la notte, inspiegabilmente si riprende e scherza e gioca con tutti chiedendo di vedere la sua bambina, ma Jackson non fa in tempo a portargliela che Mark, dopo aver firmato con Webber tutte le clausole sulla rianimazione, tra le quali c'è una postilla che dice di staccare le macchine dopo 30 giorni di inattività, aver dolorosamente messo fine alla sua storia con Julia, dichiara il suo amore per Lexie e rientra in coma che lo porterà alla morte avvenuta nel primo episodio.
Meredith: la più sana di tutti ma inizialmente in forte stato confusionale rifiuta le prime cure cercando invano la sorella morta e il marito, si calma solo all'arrivo di Webber e della Bailey che le portano Zola. Arrivata a Seattle, cerca di stare più vicino possibile a Cristina e cerca di diffondere fiducia tra tutti i suoi amici.
Arizona: Convince tutti i medici che può operarla solo Callie ma si fa promettere che non le amputerà la gamba. Quest'ultima però mentre opera Derek alla mano con un procedimento innovativo che Derek ha voluto che lei sperimentasse su di lui decide di amputarle la gamba perché ormai essa è andata in gangrena. Jackson non riesce a salutare April perché corre a prendere la bimba di Mark per fargliela vedere e non sapendo che non farà in tempo ad avere un'altra occasione le dà appuntamento da Joe ma April prenderà l'aereo senza salutarlo.
Alex si sente in colpa per quello che è successo ad Arizona (nell'ultima puntata dell'ottava stagione Arizona, arrabbiata del fatto che Alex si trasferisse alla Hopkins, lo sostituisce sull'aereo considerandolo non più parte dello staff medico, e inconsapevolmente gli evita la tragedia) e per questo non riesce a partire e non va mai a trovarla finché non l'affronta e con suo grande rammarico scopre che Arizona davvero lo incolpa della sua situazione; ma sarà lui a salvarla avvertendo immediatamente Callie mentre Arizona va in arresto cardiaco a causa della gangrena.
- Guest star: Holley Fain (Dr. Julia Canner), Adina Porter (Dr. Ramsey), Gaius Charles (Dr. Shane Ross), Tina Majorino (Dr. Heather Brooks), Jim Turner (Dr. Schacter), Elizabeth Tobias (Dr. del Boise Hospital).
- Musiche: All I Want dei Kodaline.
- Riferimento del titolo: è riferito alla canzone di Michael Jackson.
- Ascolti USA: telespettatori 10.840.000[9]

## Ama chi ti sta vicino
- Titolo originale: Love the One You're With
- Diretto da: Debbie Allen
- Scritto da: Zoanne Clack

### Trama
I sopravvissuti all'incidente, Meredith, Derek, Cristina e Arizona, ricevono un'offerta dalla compagnia aerea con la quale viaggiavano. L'agenzia offre un mucchio di soldi in cambio di un patteggiamento e dà loro 3 giorni di tempo per decidere. Intanto Cristina torna al lavoro dopo una breve pausa. April torna al Seattle Grace e prova a dimenticare quello che è successo con Jackson, ma sarà tutto inutile perché ciò che prova per il ragazzo le farà perdere ogni volta il controllo. Arizona, caduta in depressione dopo l'amputazione della gamba, incolpa Callie di tutto questo; Callie sopporta tutto in silenzio, finché troverà Arizona seduta per terra in una pozza di urina, la prenderà in braccio e la metterà nella doccia dove tutte e due scoppieranno a piangere. Derek è molto indeciso se accettare o meno i soldi, come ovviamente il resto del gruppo; si reca al deposito dove sono riposti i pezzi dell'aereo e lì gli tornano alla mente le scene di quel giorno. Alla fine andrà all'incontro con gli avvocati e quando tutti sembrano decisi a voler accettare l'accordo, si mostra contrario, perché non vuole che quello che è accaduto a loro possa accadere anche ad altre persone.
- Guest star: William Daniels (Dr. Craig Thomas), Steven Culp (Dr. Parker), Camilla Luddington (Dr. Jo Wilson), Gaius Charles (Dr. Shane Ross), Jerrika Hinton (Dr. Stephanie Edwards), Stefanie Black (Roxie Meyers), Ned Vaughn (Avvocato compagnia aerea), Skyler Day (Emery James), Rebecca Lowman (Mrs. James), Meeghan Holaway (Avvocato medici).
- Musiche: Heat Lightning degli Icky Blossoms, What Could You Do? dei Dolorean, Oh My! di Haley Reinhart feat B.o.B, What Makes a Good Man? dei The Heavy, It's All Okay di Julia Stone, I Won't Back Down di Ryan Star.
- Riferimento del titolo: è riferito alla canzone di Stephen Stills.
- Ascolti USA: telespettatori 9.690.000[10]

## Nella vita ci si rialza
- Titolo originale: I Saw Her Standing There
- Diretto da: Kevin McKidd
- Scritto da: Austin Guzman

### Trama
La puntata inizia con scene di intimità dei vari personaggi. Si scopre che Cristina ha una storia di sesso con il primario di chirurgia dell'ospedale del Minnesota dove ora lavora. April e Jackson continuano ad andare a letto insieme, mantenendo segreta la loro storia. Derek è a tutti gli effetti un insegnante e non più un chirurgo; per non ferirlo Meredith gli tiene nascosto che deve fare un intervento di resezione di un tumore quasi inoperabile, ma quando lui lo viene a sapere è contento per lei e le chiede di non nascondergli più nulla. Webber mantiene la sua relazione con la madre di Jackson, ora a Seattle per un intervento di urologia, e la loro storia alla fine viene alla luce. Arizona comincia il suo percorso per l'impianto della protesi, ma è ancora molto arrabbiata con Callie, con cui continua a litigare. Alla fine della puntata cerca di fare pace facendola sedere sul divano vicino a lei, spinta dalle parole di Alex, che, oltre a farle capire che tutto questo sia difficile anche per Callie, le riferisce di aver bisogno di lei per mandare avanti il reparto di pediatria. Nel frattempo in Minnesota Cristina viene a sapere che la direzione dell'ospedale vuole mandare in pensione il suo unico amico del posto, il dottor Thomas, avanti negli anni. Per dimostrare che lui ha ancora capacità di apprendere nuove tecniche per operare, lo aiuta con un cateterismo, e l'operazione riesce. I due vanno a bere qualcosa insieme e il vecchio dottore confessa di conoscere la volontà dell'amministrazione di volerlo mandare via, ma allo stesso tempo è contento che ci sia Cristina che tiene a lui. La puntata termina con Hunt che si trasferisce nella vecchia rulotte di Derek perché è troppo difficile per lui stare nella casa dove pensa che Cristina non tornerà più.
- Guest star: Debbie Allen (Dr. Catherine Avery), Steven Culp (Dr. Parker), Ethan Embry (Dr. David Moore), Trever O'Brien (Bryan Greenberg), Gaius Charles (Dr. Shane Ross), Camilla Luddington (Dr. Jo Wilson), Tina Majorino (Dr. Heather Brooks), Jerrika Hinton (Dr. Stephanie Edwards), Tessa Ferrer (Dr. Leah Murphy), Marcuis W. Harris (Rob Mays), William Daniels (Dr. Craig Thomas).
- Musiche: Forever Drunk dei Miss Li, Moving On dei Calahan, I'll Never Forget You di Birdy, Home dei Daughter.
- Riferimento del titolo: è riferito alla canzone dei Beatles.
- Ascolti USA: telespettatori 8.760.000[11]

## Fuori controllo
- Titolo originale: Beautiful Doom
- Diretto da: Stephen Cragg
- Scritto da: Jeannine Renshaw

### Trama
La puntata si concentra sul rapporto tra Meredith e Cristina. La prima è coinvolta in un caso di schiacciamento, che presenta caratteristiche simili all'accaduto che ha portato alla morte della sorella Lexie. Per questo si impegnerà per salvare la paziente, evitando di essere esclusa dal caso dal Dr. Webber, che capisce il motivo del coinvolgimento emotivo. Intanto buona parte dell'ospedale è occupato con la piccola Zola - che ha un po' di febbre e non viene presa all'asilo - perché Derek è partito per firmare alcune carte.
Cristina in Minnesota deve affrontare delle complicate operazioni con il Dr. Thomas su una paziente con un enorme aneurisma cardiaco. Il primo intervento va a buon fine dopo l'esplosione dell'aneurisma, ma il Dr. Parker continua a cercare di convincere Cristina a parlare con il collega (di cui ormai Cristina è grande amica) per farlo andare in pensione. Thomas si rifiuta e Parker non acconsente alla seconda operazione. I due operano comunque, ma durante l'intervento Thomas muore all'improvviso di infarto. Cristina finisce l'intervento e, scossa dalla morte dell'amico, torna a Seattle da Meredith, che vedendola, accetta finalmente il decesso della sorella minore.
- Guest star: Steven Culp (Dr. Parker), Gaius Charles (Dr. Shane Ross), Camilla Luddington (Dr. Jo Wilson), Tina Majorino (Dr. Heather Brooks), Jerrika Hinton (Dr. Stephanie Edwards), Zoe Perry (Katy), Matthew Carey (Will), William Daniels (Dr. Craig Thomas).
- Musiche: Ghosts dei On An On, Passenger di Daniel Ellsworth e The Great Lakes, Australia di Conner Youngblood, Flowers Turn to Fire di O+S, Gold di Wake Owl.
- Riferimento del titolo: è riferito alla canzone dei Insane Clown Posse.
- Ascolti USA: telespettatori 9.260.000[12]

## Cambiare idea
- Titolo originale: Second Opinion
- Diretto da: Chandra Wilson
- Scritto da: William Harper

### Trama
La puntata inizia col ritorno della dottoressa Yang al SGMW, all'inizio odiata e poi amata dai suoi specializzandi. La Bailey riesce, attraverso uno strano caso di pediatria, a fare reagire Arizona spingendola ad utilizzare la protesi per recarsi in ospedale per un consulto. Il tutto all'insaputa anche della moglie che, quando lo scopre, decide di non arrendersi e ritratta la dichiarazione fatta davanti agli avvocati ad inizio puntata secondo la quale la mano di Derek non sarebbe più stata in grado di operare. Karev decide di comprare la casa di Meredith perché sente il desiderio di mettere ordine nella sua vita, vorrebbe viverci da solo ma alla fine dell'episodio accetta di affittare una camera a Cristina che non riesce a dormire più a casa sua. La puntata si conclude con una doccia fredda per i sopravvissuti del disastro aereo ai quali viene comunicata la decisione dei loro avvocati di fare causa direttamente all'ospedale in quanto ritenuto responsabile di averli messi su quell'aereo troppo economico.
- Guest star: Camilla Luddington (Dr. Jo Wilson), Gaius Charles (Dr. Shane Ross), Tim DeZarn (Babbo Natale), Tina Majorino (Dr. Heather Brooks), Dominic Hoffman (Dr. Jeff Russell), Jerrika Hinton (Dr. Stephanie Edwards), Meeghan Holaway (Avvocato medici), Tessa Ferrer (Dr. Leah Murphy), Andrew Leeds (Andy).
- Musiche: Dazed and Confused degli IKO, And Still, The Darkness Comes di Aron Wright, Museum of Flight di Damien Jurado, You Could Have It (So Much Better Without Me) di Miss Li, Connected di Caught A Ghost.
- Riferimento del titolo: è riferito alla canzone dei Murder By Death.
- Ascolti USA: telespettatori 8.840.000[13]

## Sono fatta per amarti
- Titolo originale: I Was Made For Lovin' You
- Diretto da: Laura Innes
- Scritto da: Peter Nowalk

### Trama
Il Natale ormai si avvicina e con questo le nozze della dottoressa Bailey, la quale è seccata perché il suo futuro marito sta organizzando un matrimonio in stile Natalizio quando lei preferirebbe una cosa ristretta, magari in municipio. April si accorge di avere un ritardo e teme di essere incinta. Preoccupata, dice a Meredith che aveva programmato tutto, si sarebbe sposata, poi quando avrebbe scoperto di essere incinta l'avrebbe comunicato al marito regalandogli una maglietta con scritto 'Il miglior papà del mondo', e Meredith le dice che è inutile programmare la vita, i bambini vengono quando meno te lo aspetti, quando non li cerchi più. Jackson tranquillizza April dicendole che finché non ne avranno la certezza non c'è bisogno di preoccuparsi, ma mentre attendono i risultati lui le confessa il suo amore e le dice che tutto andrà per il meglio, si sposeranno, avranno una casa tutta per loro e così lei non deluderà nessuno. Alla fine però il risultato del test sarà negativo, Jackson ci rimarrà male perché April si dimostra troppo sollevata dal non doversi sposare.
Owen inizia ad avere incontri con gli avvocati per la causa intentata dai sopravvissuti contro l’ospedale. Gli avvocati fanno presente ad Owen che potrebbe esserci un conflitto di interessi per lui, visto che tra i medici che hanno aperto la causa, c’è anche sua moglie. La sua responsabilità emerge quando gli fanno notare di essere stato lui a firmare l’accordo con la compagnia aerea, più economica di quella precedentemente utilizzata, che risulta però essersi dimostrata negligente nella manutenzione in diverse occasioni. La commissione dell’ospedale, sembra dargli il pieno appoggio, ma dopo un confronto con Richard, Owen si rende conto che la commissione vuole sfruttare il conflitto di interesse. Lui infatti ha prenotato l’aereo e Cristina potrebbe ottenere un risarcimento per quello che è accaduto. Owen pertanto sospetta che la commissione speri che, davanti a un simile conflitto di interessi, il giudice possa respingere la causa.
Meredith e Jo sono alle prese con un paziente finito in ospedale dopo una rissa: da tre anni l'uomo, ad ogni occasione, afferra in maniera inappropriata qualsiasi donna gli si avvicini, e per questo la moglie lo ha lasciato, gli amici lo hanno abbandonato e, l'unica ad essergli rimasta accanto, è la figlia; dopo qualche piccolo incidente, Meredith capisce che tale comportamento potrebbe scaturire da un problema neurologico. Una TAC rivela che l'uomo ha un tumore al cervello che ne annulla le inibizioni, ma ormai è in uno stadio troppo avanzato e potrebbe non essere più possibile rimuoverlo.
La Bailey si occupa di un paziente malato di fegato che ha in cura da anni; insieme a Cristina e ai suoi specializzandi si occuperà del trapianto a cui sottoporlo. Giunti quasi al termine dell’intervento, si verifica un rigetto inspiegabile e si rendono conto che quindi non c’è più nulla da fare: al paziente rimarrà una settimana di vita. L’uomo, alla notizia, rassicura il suo compagno ed il dr Ross (scoppiato a piangere) dicendo loro di aver avuto comunque una bella vita e di essere stato amato da tante persone. Anche Cristina sembra particolarmente toccata dalle parole dell’uomo, mostrando poi quanto è cambiata quando, dopo aver lasciato la stanza, riprende con gentilezza Ross e gli consiglia di non piangere più davanti ai pazienti.
La Bailey dopo aver parlato e lavorato con lei tutto il giorno,  dice a Cristina che si è accorta di come sia cambiata in positivo, avendo notato un nuovo interessamento nei confronti degli specializzandi e dopo aver ricevuto da lei alcuni consigli per il matrimonio. Cristina, in effetti, si sta intenerendo e prova ad avere qualche contatto con Owen ma questo le dice che dovrebbero chiedere il divorzio.
Arizona torna al lavoro e sembra molto felice di riuscire a superare i vari ostacoli che la sua nuova situazione le propone. Effettua anche un intervento molto lungo, che le richiede di stare in piedi per ore. Nonostante l’atteggiamento positivo, al termine dell’intervento, non si regge bene sulla protesi e cade a terra. Anziché sentirsi umiliata o abbattuta inaspettatamente scoppia a ridere, sorprendendo anche Alex che invece aveva fatto uscire tutti dalla sala operatoria.
Callie è molto concentrata per intervenire nuovamente e curare definitivamente la mano di Derek il quale però non accetta, stroncandole piuttosto brutalmente, le varie proposte. Meredith, allora gli presenta il caso del paziente con un tumore al cervello, chiedendogli di operarlo perché nessuno potrebbe farlo meglio di lui, cercando in questo modo di convincerlo a farsi aiutare e operare da Callie. Derek è convinto dalle parole di Meredith e comunica a Callie l’intenzione di voler cercare con lei una valida tecnica di intervento.
Alla fine della puntata la Bailey accetterà il matrimonio Natalizio e Meredith mostrerà a Derek la maglietta che ha comprato per Zola, con scritto: 'La miglior sorella maggiore del mondo', dicendo così a Derek di essere rimasta incinta.
- Guest star: Miguel Sandoval (Hank), Roma Maffia (Roberta Thompson), Ivar Brogger (Graham Cunningham), Gaius Charles (Dr. Shane Ross), Camilla Luddington (Dr. Jo Wilson), Joe Nieves (Michael Baker), Tina Majorino (Dr. Heather Brooks), Jerrika Hinton (Dr. Stephanie Edwards), Jessy Hodges (Donna Freeman).
- Musiche: 1957 di Milo Greene, Let You Go di Katie Herzig, Mexico dei The Soft Pack, I Hurt Too di Katie Herzig, Signal in the Sky di Matt Hires.
- Riferimento del titolo: è riferito alla canzone dei Kiss.
- Ascolti USA: telespettatori 8.950.000[14]

## L'amore ti rivolta
- Titolo originale: Love Turns You Upside Down
- Diretto da: Mark Jackson
- Scritto da: Stacy McKee

### Trama
Per ridare la piena funzionalità alla mano di Derek è necessario un trapianto di nervo, e Callie decide che deve trattarsi di un nervo da donatore vivente. Meredith fa telefonare da Heather a tutte le sorelle di Derek sperando che una di loro si offra volontaria, ma Derek lo scopre e si oppone. Alla fine sarà la sorella Lizzie ad offrirsi, non trattenendosi però dal rimproverarli per non informare mai la famiglia di niente. Alex e Jo si occupano di un prematuro in pericolo di vita e che viene poi abbandonato dalla madre quindicenne. Jo, che viene continuamente presa in giro da Alex che la chiama “principessa”, prende molto male l'abbandono e gli rivela di essere stata abbandonata anche lei dalla madre poco dopo la nascita e di non essere quindi di famiglia ricchissima come amava raccontargli, ma di aver dovuto sudare molto per diventare medico. Agli specializzandi di Cristina, Stephanie e Leah, vengono affidati due neonati in attesa di trapianto cardiaco, e quando il meno grave peggiora ed un cuore disponibile va a lui e non all'altro entrano in conflitto, come anche i genitori, che si sono conosciuti e innamorati dopo la nascita dei rispettivi figli e che poi, alla fine, si riconciliano. Shane, con scarso entusiasmo, lavora con April nell'ambulatorio di chirurgia a rimuovere tumefazioni; April lo redarguisce e lo sprona a trattare i pazienti come esseri umani, lezione che lui dimostrerà di aver ben compreso. Heather scopre che Meredith è incinta, mentre Callie e Jackson selezionano lo specializzando che dovrà occuparsi di Derek: vincerà proprio Shane grazie agli insegnamenti di April, a cui mostrerà la propria riconoscenza tornando a lavorare con lei, stavolta felice e volenteroso. Gli specializzandi di Cristina, in furiosa competizione fra di loro, nel corso della loro disputa quasi uccidono accidentalmente una paziente e vengono prima duramente rimproverati dalla stessa Cristina e poi sospesi temporaneamente dall'attività operatoria da Owen.
- Guest star: Neve Campbell (Lizzie Shepherd), Camilla Luddington (Dr. Jo Wilson), Gaius Charles (Dr. Shane Ross), Tina Majorino (Dr. Heather Brooks), Jerrika Hinton (Dr. Stephanie Edwards), Tessa Ferrer (Dr. Leah Murphy), Graham Sibley (Noah Rutstein), Laila Ayad (Laura Morgan), Julie Wittner (Mrs. Crossley), Sean Donnellan (Mr. Crossley), Alyssa Preston (Madre di Kimmy).
- Musiche: Knock you out - Owen Westlake Remix di Tiësto e Emily Hanes, Santa Fe dei Beirut, Nothing That I Care About dei Broadheds, Something All Our Own dei Broadheds.
- Riferimento del titolo: è riferito alla canzone di Edwin Moses.
- Ascolti USA: telespettatori 9.100.000[15]

## Non è finita
- Titolo originale: Run, Baby, Run
- Diretto da: Rob Corn
- Scritto da: Debora Cahn

### Trama
Il matrimonio della Bailey si avvicina e lei è sempre più nervosa, chiede a Callie, Arizona e Meredith di farle da damigelle d'onore. La sorella di Derek ha il nervo del polpaccio troppo corto e per l'operazione hanno bisogno di prendere un pezzo di nervo dell'altra gamba. Derek si oppone ma lei dà l'autorizzazione. Derek e Meredith effettuano la prima ecografia del loro bambino. Karev lascia fare un'operazione alla nuova specializzanda che fallisce e se la prende con lui. April e Jackson decidono di andare al matrimonio accompagnati da due specializzandi.
Cristina scopre da Meredith che Owen ha chiesto il divorzio soltanto per la causa contro la compagnia aerea. Dopo un diverbio Cristina chiede ad Owen se vuole ancora stare con lei e i due si baciano. L'operazione di Derek sembra essere andata bene. Il giorno del matrimonio della Bailey tutti attendono la sposa all'altare che non si presenta perché Adele, la moglie del Dr Webber, viene ricoverata d'urgenza al Seattle Grace, rischia la vita. Richard, che era con la Bailey non può operarla, così la dottoressa si toglie l'abito nuziale e va in sala operatoria.
- Guest star: Neve Campbell (Lizzie Shepherd), Jason George (Dr. Ben Warren), Camilla Luddington (Dr. Jo Wilson), Gaius Charles (Dr. Shane Ross), Tina Majorino (Dr. Heather Brooks), Jerrika Hinton (Dr. Stephanie Edwards), Tessa Ferrer (Dr. Leah Murphy), Wren T. Brown (Amministratore di Roseridge), Loretta Devine (Adele Webber).
- Musiche: Jingle Bells dei Sugar & The Hi Lows, Lost in My Bedroom di Sky Ferreira, Fail for You dei Luke Sital-Singh, Silver Bells (Dance of the Sugar Plum Fairy) di Tal & Acacia, Sweetest Sound di Gabe Simon.
- Riferimento del titolo: è riferito alla canzone di Sheryl Crow.
- Ascolti USA: telespettatori 8.170.000[16]

## Le cose che abbiamo detto
- Titolo originale: Things We Said Today
- Diretto da: Ron Underwood
- Scritto da: Austin Guzman

### Trama
Tutti sono in attesa dell'inizio della cerimonia nuziale, ma la Bailey è in ospedale poiché deve operare Adele, perciò la cerimonia nuziale viene posticipata.
Owen e Cristina fanno sesso.
Jackson e April, insieme agli specializzandi Shane e Stephanie, vengono richiamati in ospedale per un incidente che ha coinvolto un gruppo di motociclisti.
Stephanie e Jackson fanno sesso.
Alex resta al matrimonio con Jo e racconta alla ragazza la sua difficile infanzia; tra i due nasce subito una certa complicità.
Arizona prenota una camera d'albergo per divertirsi con Callie, ma le due donne sono molto nervose e alla fine Arizona dice a Callie di non essere ancora pronta, ma la prega di non abbandonarla mai.
Meredith e la dottoressa Bailey operano Adele, che ha un gigantesco aneurisma. La situazione è critica e le dottoresse non sanno più cosa fare: alla fine il dottor Webber suggerisce loro un ultimo tentativo che sembra funzionare. Poco dopo però, Adele ha un infarto e muore.
La Bailey e Ben si sposano.
Cristina ed Owen firmano le carte per il divorzio, nonostante siano ancora innamorati, perché Owen sostiene che sposarsi sia stato un errore.
- Guest star: Loretta Devine (Adele Webber), Jason George (Dr. Ben Warren), Dale Dickey (Gasoline), Frankie Faison (William Bailey), Camilla Luddington (Dr. Jo Wilson), Gaius Charles (Dr. Shane Ross), Tina Majorino (Dr. Heather Brooks), Jerrika Hinton (Dr. Stephanie Edwards), Tessa Ferrer (Dr. Leah Murphy), Jaye Razor (Motociclista), Wren T. Brown (Amministratore di Roseridge), Richard Kahan (Stuart Loeb).
- Musiche: Speed the Collapse dei Metric, Trojans di Atlas Genius, Lightning Bolts dei IKO, Kiss Me di Ed Sheeran, Nothing to Hide di Diego Garcia, What I Needed di Erin McCarley, My Funny Valentine di Angela McClusky feat Tryptich.
- Riferimento del titolo: è riferito alla canzone dei The Beatles.
- Ascolti USA: telespettatori 9.340.000[17]

## La fine è l'inizio, l'inizio è la fine
- Titolo originale: The End is the Beginning is the End
- Diretto da: Cherie Nowlan
- Scritto da: Joan Rater

### Trama
Alex e Jo sono diventati molto amici, si ubriacano insieme, scherzano e giocano.
Cristina ed Owen sembrano felici come non mai, anche se Owen entrando in casa confonde Jo con Cristina e le palpa il seno per sbaglio.
Jackson si occupa di un ragazzo di 16 anni, un vecchio paziente di Mark con una malformazione al viso che Jackson opera e migliora decisamente.
La mamma di Jackson, Catherine, è preoccupata per Richard, che dopo la morte della moglie Adele non è più tornato ad operare e sembra piuttosto depresso. Catherine tenta di risollevare il morale a Richard, ma inizialmente viene trattata brutalmente da Richard, che in seguito torna da lei, spiegandole di sentirsi in colpa per non essere stato al fianco di Adele quando stava male.
Leah, lavorando fianco a fianco con Jackson e Stephanie, capisce che i due hanno una storia. Jackson rivela ad April di essere andato a letto con Stephanie, April ammette di sentire la sua mancanza. Allora Jackson propone ad April di tornare ad essere amici, ma la ragazza gli spiega che non è questo ciò che ora vuole da lui.
Arizona, Derek, Meredith e Cristina hanno vinto la causa dell'incidente contro l'ospedale e riceveranno 15 milioni di dollari ciascuno.
Callie, per festeggiare la vittoria della causa, organizza una cena a cui partecipano Arizona, Callie, Meredith, Cristina e Derek. Durante la cena, Callie invita i presenti ad essere grati per ciò che hanno, ad andare avanti lasciandosi alle spalle l'incidente. Propone un brindisi ma Meredith si rifiuta, spiegando ai presenti che non può bere perché è incinta.
Derek incolpa Owen dell'incidente ed Owen stesso si sente responsabile. Cristina chiede a Derek di perdonare Owen, anche se non è facile.
Callie costringe Derek a passare 8 ore giocando a ping pong con Shane, per allenare il suo polso dopo l'operazione.
Meredith e Richard operano una ragazza che soffre di tricotillomania.
La Bailey confida a Callie che, durante la luna di miele, ha contratto un'infezione intima avendo rapporti sessuali con Ben su una spiaggia. Durante la cena organizzata da Callie, Derek invita Owen a raggiungerli per brindare, ma l'uomo rifiuta. Owen, infatti, è in riunione con gli avvocati che gli comunicano una spiacevole notizia: la compagnia assicurativa non pagherà gli indennizzi ai dottori che erano su quell'aereo. Sarà l'ospedale a doverlo fare e, dato che non ha quelle somme, l'ospedale dovrà chiudere.
- Guest star: Debbie Allen (Dr. Catherine Avery), Beth Grant (Sheila Olsen), Roma Maffia (Roberta Thompson), Camilla Luddington (Dr. Jo Wilson), Gaius Charles (Dr. Shane Ross), Julie Warner (Mrs. Lanz), Tina Majorino (Dr. Heather Brooks), Jerrika Hinton (Dr. Stephanie Edwards), Meeghan Holaway (Avvocato medici), Tessa Ferrer (Dr. Leah Murphy), Ben Stillwell (James Leggett).
- Musiche: Stompa di Serena Ryder, Disaster dei The Mynabirds, What It's Worth di Engineers feat Mark Peters, Shine On Everything dei Left Hand Smoke.
- Riferimento del titolo: è riferito alla canzone dei Smashing Pumpkins.
- Ascolti USA: telespettatori 8.800.000[18]

## Camminare su un sogno
- Titolo originale: Walking on a Dream
- Diretto da: Rob Hardy
- Scritto da: Tia Napolitano

### Trama
La puntata inizia con l’immagine di Arizona che corre nel parco, con entrambe le gambe. Ma la scena si rivela essere un incubo. Sono gli effetti della “sindrome dell’arto fantasma”, che spesso si verifica a seguito di un’amputazione. Arizona avverte fitte di dolore alla gamba sinistra, l’arto amputato a seguito dell’incidente aereo.
Durante la puntata gli incubi diventano ricorrenti, fino a diventare autentiche allucinazioni che avvengono anche in sala operatoria.
Owen comunica a tutti i medici che a causa delle difficili situazioni economiche che dovrà affrontare l’ospedale a causa dell’ingente rimborso da pagare ai sopravvissuti all’incidente è stata inviata una consulente che cercherà di ridurre quanto più possibile le spese non strettamente necessarie dell’ospedale e per farlo dovrà osservare l’attività di tutti i reparti. Ma la consulente, attesa per la presentazione dell’attività, non è ancora arrivata. In realtà la consulente ha già iniziato in incognito l’ispezione ed è in pronto soccorso, che attende da 45 minuti l’arrivo di un medico. Fanno le spese di questo escamotage April e Stephanie, in servizio presso il pronto soccorso, dove regnano confusione e caos a causa dei numerosi pazienti. La consulente, Alana Cahill si presenta e chiede di essere condotta da Owen.
Derek intende effettuare il suo primo intervento dopo il trapianto di nervo; la rimozione del neurinoma dell’acustico  è una procedura lunga e complessa, Callie si dimostra perplessa per le tante ore consecutive previste in sala operatoria, ma Derek  è determinato a effettuare l’intervento che il paziente ha dovuto rinviare a causa dell’incidente aereo occorsogli.
Meredith è alle prese con i suoi sbalzi ormonali che le causano crisi di pianto in caso di forti emozioni. Chiamata per un consulto sui dolori addominali di una ragazza incinta, riscontrano la necessità di un trapianto di fegato. Nel caso è affiancato da Ross che però commette una serie di errori, dalla mancata effettuazione di alcune analisi richieste, fino a rovinare il primo fegato trovato per il trapianto, recidendo l’arteria epatica nell’ilo durante il prelievo che stava effettuando Meredith, mentre procedeva ad un banale taglio di sutura.
Cristina, Alex e Arizona si occupano di una bambina venuta dall’Africa inserita nel programma di aiuto creato da Alex. Deve subire un intervento di decorticazione pericardica e ad operarla saranno Arizona e Cristina. L’intervento si rivela però più complicato del previsto, risultando una rara forma di fibrosi endomiocardica. Arizona viene colpita da fitte dolorose all’arto amputato e trova una scusa per non concludere l’intervento. Owen, trova Arizona nella saletta dei medici, dolorante. Saputo quanto accaduto, le dice che ha già avuto modo di trattare casi simili di “arto fantasma”, cerca di tranquillizzarla concordando con lei di provare a risolvere insieme il problema.
Giunge la comunicazione di un secondo fegato compatibile per la ragazza incinta, occorre andare a prenderlo a Portland, in aereo; Meredith, che ha ancora paura di volare, riesce a farsi sostituire dalla Bailey. Mentre l’aereo sta per decollare, Meredith sale a bordo, convinta anche dalle parole della Bailey. Finalmente riescono a prendere il secondo fegato, anche se durante il prelievo Ross nota una massa, risultata poi di natura benigna, a seguito di biopsia. Riusciranno a portare il fegato in tempo. Meredith è nuovamente colta da una crisi di pianto, ma stavolta di felicità.
Derek riesce a portare termine l’intervento durato ben 23 ore, riuscendo, con l’aiuto di Jo, dapprima ad evitare che la consulente conoscesse l’orario di inizio dell’intervento e dopo addirittura allontanandola dalla sala operatoria, in quanto non necessaria a livello chirurgico e quindi non benvenuta.
Durante l’intervento al cuore della bambina africana, Arizona è colpita da dolorose fitte alla gamba amputata e Owen, che assiste in galleria ordina ad Alex di conficcarle un bisturi nella protesi. Il dolore scompare, come aveva, per esperienza, ipotizzato Owen.
La consulente informa i medici delle conclusioni a cui perviene a seguito dell’osservazione svolta all’interno dell’ospedale. Il programma di aiuti per l’Africa è ritenuto un’ottima iniziativa per la ricaduta in termini di visibilità positiva. Il taglio più drastico che intende proporre invece riguarda la chiusura del pronto soccorso, poiché porta molti pazienti non strettamente urgenti, male assicurati e che potrebbero rivolgersi al medico generico, impegnando invece medici specializzati in chirurgia. Tutti si mostrano ostili alla proposta, in particolare Owen, Richard e Derek, che definisce la proposta ridicola. Ma la Bailey interrompe Derek, chiedendogli se ha un’idea migliore per non far chiudere l’ospedale, sottolineando che lei e altri non hanno diversi milioni su cui contare, riferendosi ai 15 milioni di rimborso a testa stabiliti dal giudice per i superstiti dell’incidente aereo.
Alana Cahill, la consulente, è un'ex allieva di Richard e questi prova ad offrirle il suo aiuto per gestire la situazione, ma Alana rifiuta, rammentandogli una sua frase sul continuo cambiamento del mondo della medicina. Al termine della puntata Callie e Arizona si rilassano con le tecniche suggerite da Owen ad Arizona, mentre Meredith e Derek seppur confusi dalla situazione creatasi, si rallegrano dell’intervento portato a termine da Derek e dal superamento della paura dell’aereo di Meredith. 
- Guest star: Constance Zimmer (Dr. Alana Cahill), Justin Bruening (Matthew Taylor), Camilla Luddington (Dr. Jo Wilson), Gaius Charles (Dr. Shane Ross), Jerrika Hinton (Dr. Stephanie Edwards), Wes Ramsey (Jimmy), Navi Rawat (Heide), Laura Heisler (Carla).
- Musiche: Time to Run di Lord Huron, Someone dei Future of Forestry, Forever di Matt Hires.
- Riferimento del titolo: è riferito alla canzone dei Empire Of The Sun.
- Ascolti USA: telespettatori 9.010.000[19]

## L'occhio che ci spia
- Titolo originale: Bad Blood
- Diretto da: Steve Robin
- Scritto da: Jeannine Renshaw

### Trama
La riorganizzazione dell'ospedale procede: vengono installate telecamere monitorate in tutti gli ambienti di lavoro, dagli altoparlanti arrivano consigli da dottori sconosciuti, per risparmiare vengono imposti standard per i materiali da utilizzare e le procedure da seguire ed il Pronto Soccorso viene chiuso.
Per tutta la puntata Derek ed April cercheranno alternative altrettanto accettabili per evitarne la chiusura, anche a costo di sacrifici personali. April invia una mail con la proposta di riduzione dei costi a tutti i medici e inizia a contattarli di persona, senza ottenere però buoni risultati. Il personale è inquieto per il concreto rischio di tagli all'organico e quindi accetta che siano effettuati dei sacrifici. L'approccio adottato da Derek, basato meno sulla esposizione di numeri e più sul convincimento dell’utilità del Pronto Soccorso, anche mediante la richiesta di favori personali,  risulta molto più efficace di quello di April.
Hunt si oppone alla chiusura del Pronto Soccorso, e per un giorno ci riesce, riuscendo anche a coinvolgere la Cahill nel salvataggio di un paziente con ferite critiche da motosega. La Cahill infatti si ritrova in ascensore durante l’arrivo del paziente in eliambulanza e riesce a trattenere un’emorragia a causa della lacerazione della carotide, che deve continuare a comprimere. Si trova pertanto nel posto giusto, al momento giusto. La Cahill resta in sala operatoria fino al termine dell’intervento, il paziente si salva, anche grazie a lei. Owen la inviterà ad andare a comunicare la buona notizia ai familiari del paziente.
I medici della struttura devono dimostrare di saper utilizzare una procedura standardizzata dal dottor Vorner, altro consulente esterno, per la riparazione dell'ernia inguinale. La Bailey, che teme di restare vittima dei tagli, fa il possibile per dimostrarsi entusiasta, non così Richard che trova anche difficoltà ad utilizzare la procedura proposta durante un’esercitazione. Durante questa esercitazione Meredith sente per la prima volta il feto muoversi. Dapprima allarmata è rincuorata proprio dalla Bailey. Richard non demorde ed esegue, durante l’esercitazione, il suo metodo e riesce, in uno scatto di ira, a far confessare il non interesse del Dottor Vorner nei riguardi dei pazienti. La Bailey rimane molto delusa da questo atteggiamento e si mostrerà più scontrosa nei confronti del Dottor Vorner.
Alex, Callie e Arizona sono alle prese con una ginnasta tredicenne operata all'anca e che prende malissimo la fine della sua carriera, rifiutandosi persino di scendere dal letto. Tentano di convincerla nell’ordine Alex, che rimane però ammutolito da un discorso molto tagliente della ragazza,  Callie, che invece tenta un approccio più deciso e perentorio, anche prospettandole le dolorose conseguenze del suo rifiuto a collaborare, ma le parole della ragazza minano addirittura le sicurezze di Callie. Infine Arizona, in teoria fautrice di un approccio gentile, invece si dimostra la più energica dei tre e ci riesce, dapprima mostrando la sua protesi e poi ordinandole di scendere dal letto.
Cristina e la specializzanda Leah operano uno skater investito, con trauma cardiaco e dissezione aortica, che si rivela un testimone di Geova, pertanto non trasfondibile: nonostante le condizioni disperate, i genitori, pur straziati dal dolore, non acconsentono alla trasfusione. Leah cerca di farlo di nascosto ma viene scoperta dal dottor Richardson, il medico alla supervisione delle telecamere, e duramente rimproverata da Cristina, che sa bene che in questo caso non può agire come vorrebbe. Alla fine il ragazzo muore, ma Cristina comunque non rimpiange di non aver trasfuso sangue al ragazzo e promette a Leah che prima o poi le spiegherà tutti i motivi per cui il suo gesto mancato era un errore.
April e Derek presentano a Owen e alla Cahill il loro piano alternativo di salvataggio, ma scoprono che i tagli non servono per salvare l'ospedale, ma per prepararlo alla vendita ed attirare i futuri compratori. Cristina e Owen si ritrovano fuori dal Pronto Soccorso, ormai chiuso e si riscoprono attratti l'uno all'altra.
- Guest star: Constance Zimmer (Dr. Alana Cahill), Andy Milder (Dr. Darryl Nessbaum), Camilla Luddington (Dr. Jo Wilson), Gaius Charles (Dr. Shane Ross), Jerrika Hinton (Dr. Stephanie Edwards), Tessa Ferrer (Dr. Leah Murphy), Cullen Douglas (Dr. Bob Richardson), Dominic Hoffman (Dr. Jeff Russell), Lexi DiBenedetto (Simmi Johnson).
- Musiche: Shut Eye dei Stealing Sheep, Come By Fire di Sara Jackson-Holman, In Your Arms Again di Josh Ritter.
- Riferimento del titolo: è riferito alla canzone di Neil Sedaka.
- Ascolti USA: telespettatori 8.930.000[20]

## Il volto del cambiamento
- Titolo originale: The Face of Change
- Diretto da: Rob Greenlea
- Scritto da: Stacy McKee

### Trama
Chi sarà il testimonial del brand, il nuovo ‘volto’ dell’ospedale, per la campagna di vendita ? Due fotografi rincorrono Alex e Jackson per tutto l’ospedale, ma mentre Alex al principio si mostra poco collaborativo, Jackson sembra motivato ad essere scelto come testimonial. Iniziano quindi a competere duramente fra di loro. La Wilson e la Edwards, le due specializzande, parteggiano rispettivamente per Alex e Jackson. Cahill punta a far acquistare l'ospedale alla Pegasus Horizon, una grande società del ramo. A questo fine i medici vengono spronati ad agire come venditori per stimolare i compratori all'acquisto. Alex e Jo filano d'amore e d'accordo pur non stando insieme, ma Alex si sente sempre più attratto da lei. La Bailey continua a mostrarsi entusiasta dei cambiamenti ed acida verso i colleghi vincitori della causa per l'incidente aereo. In ospedale arriva una coppia di giovani transessuali, uno dei quali deve sottoporsi a mastectomia; irrompe suo padre, decisamente contrario, che alla fine arriva ad una sorta di comprensione ma non riesce comunque ad accettare l'identità sessuale del figlio Brian e dopo l'intervento va via senza salutarlo. April flirta con un paramedico giunto in ambulanza, Matthew, lo accompagna in un intervento, e insieme soccorrono un ragazzino di 10 anni politraumatizzato; l'ospedale dove dovrebbe andare è troppo lontano e non sopravvivrebbe, così April chiama Jackson e lo convince a farli entrare al Seattle Grace, molto più vicino, per salvarlo. Owen si rifiuta di dare la sua approvazione, così procedono di nascosto, e via via coinvolgono altri medici e specializzandi, compresi Meredith, Cristina, Alex e Derek. Alla fine Owen e la Cahill li scoprono e cominciano a comprendere quanto tutti siano ostili ai cambiamenti introdotti. Richard e Callie indagano su come funzionino davvero gli ospedali gestiti dalla Pegasus Horizon, prima fingendosi pazienti e poi inviati della Pegasus; il personale medico risulta iperburocratizzato e indifferente ai pazienti, oppure frustrato per non poter agire secondo coscienza ed etica ed essere costretto a lavorare non avendo come fine il bene dei pazienti. Richard rivela a Callie che forse accetterà di andare in pensionamento anticipato. April e Matthew si incontrano all'uscita, Matthew dice ad April che le piace e i due si baciano. Callie organizza di nascosto un incontro con i vincitori della causa a cui partecipano tutti tranne Cristina, impegnata con Owen. Callie propone di essere loro ad acquistare l'ospedale. La puntata si chiude con la rivelazione del volto scelto come testimonial: è quello di Derek.
- Guest star: Constance Zimmer (Dr. Alana Cahill), Camilla Luddington (Dr. Jo Wilson), Gaius Charles (Dr. Shane Ross), Tina Majorino (Dr. Heather Brooks), Jerrika Hinton (Dr. Stephanie Edwards), Justin Bruening (Matthew Taylor), Rachel Brosnahan (Brian Weston), Matt Pascua (Jess), Brett Rickaby (Mr. Weston), Nazanin Boniadi (Amrita), Rob Brownstein (Larry).
- Musiche: You Belong Here dei Leagues, Turn It Around di Lucius, Spotlight dei Leagues, Song for Zula dei Phosphorescent, Gun-Shy dei Grizzly Bear.
- Riferimento del titolo: è riferito alle canzoni di David Bowie e Inxs.
- La voce narrante in questo episodio è quella di Alex Karev
- Ascolti USA: telespettatori 8.910.000[21]

## Trattative difficili
- Titolo originale: Hard Bargain
- Diretto da: Tony Phelan
- Scritto da: Phil Harper

### Trama
Callie, Meredith, Derek e Arizona si ritrovano per discutere sulla possibilità di acquistare l'ospedale, soprattutto dopo che Callie ha constatato che la Pegasus non è l'ospedale che loro credono, interessato solo ai grossi interventi costosi e niente ricerche. Derek è convinto che potranno fargli cambiare idea, ma la donna gli spiega che coloro che si sono imposti alla direzione sono stati licenziati o hanno dovuto tenere testa bassa. Alla proposta di Callie però, Arizona si oppone, non se la sente di investire tutti quei soldi anche perché vuole dare un futuro sicuro a sua figlia. Della stessa opinione sono anche gli altri perché non hanno idea di quanto costi comprare il Seattle Grace e quali siano i rischi. Derek ci ripensa e nella discussione viene attaccato da Arizona, perché è convinta che lui si senta in colpa visto che ha recuperato la sua mano, la sua carriera e ha ricevuto una notevole somma di denaro dalla causa dell'incidente che ha voluto intraprendere; e ora vuole fare l'eroe della situazione e lei non accetta che coinvolga anche la sua famiglia. Nel frattempo Cristina è con Owen, non partecipa all’incontro e ancora non è a conoscenza della proposta di Callie. L’indomani Arizona si scusa delle parole e dei toni della sera prima con Derek, il quale va dalla Cahill per dirle di essere molto infastidito dalle sue numerose foto sparse per i corridoi, su cui iniziano a comparire scritte o disegni ingiuriosi nei suoi confronti.
Matthew chiede ad April di uscire con lui. Lei accetta felice, ma inizierà presto a preoccuparsi del momento in cui dovrà spiegargli della sua volontà di mantenere la ‘riacquistata’ verginità. Esporrà le sue preoccupazioni a Jackson, provando ad essere buoni amici, ma Jackson le ribadisce che la sua posizione risulta piuttosto difficile da condividere.
Jo è di turno in pediatria con Alex, e devono operare una bambina nata da pochi minuti per intervenire su un volvolo, una grave patologia chirurgica caratterizzata dall’arrotolamento dell’intestino ai vasi sanguigni del peduncolo. Nel comunicare la notizia ai genitori, Alex e Jo notano una particolare freddezza tra i due, che non sono sposati, ma si ritrovano ad essere genitori a seguito di un rapporto occasionale. L’intervento, eseguito da Alex e Jo non ha inizialmente successo, e si presentano due opzioni: rioperare o aspettare e sperare in un miglioramento. I due genitori, nonostante la freddezza dei rapporti, riescono a trovare un’intesa sulla decisione.
La Bailey e Arizona trattano il caso di un bambino affetto da un tumore difficile su cui non hanno avuto effetto chemioterapia e radioterapia, in quanto il tumore ha continuato a diffondersi. Dovrebbero intervenire ma il ragazzo risulta troppo debole e compromesso per affrontare l’operazione. La Bailey propone di effettuare una mappatura del genoma per individuare altre opzioni e farmacoterapie mirate.  Per procedere ha però bisogno del consenso del consiglio di consulenza dell’ospedale. Purtroppo, in quel delicato momento di tagli e cambiamenti, la procedura viene respinta. In verità, in un secondo momento, Owen riferirà alla Bailey che non l’ha neanche proposta al consiglio di consulenza.
Meredith informa Cristina del progetto di utilizzare i soldi ottenuti dalla causa per comprare l’ospedale; Cristina si mostra decisamente perplessa da un lato perché dubita che saranno in grado di gestirlo, e dall’altro perché ripone fiducia nell’operato di Owen che sta cercando di salvare l’ospedale.
Derek si rende conto che la situazione dell’ospedale non fa che peggiorare; prende seriamente in considerazione l’idea di acquistarlo per garantirgli un futuro migliore e chiede il parere del proprio consulente finanziario, Stan. Questi riferisce ai sopravvissuti che il piano è fattibile ma che necessita di ulteriori informazioni di carattere finanziario per fornire maggiori dettagli dell’operazione.
Nel frattempo Owen deve affrontare l’ira delle infermiere a causa dello stravolgimento di turni e orari di lavoro previsti dal piano di riorganizzazione. Un primo incontro con le infermiere non produce buoni risultati, ma al secondo tentativo, parlando loro in maniera meno formale, lodando il loro prezioso contributo e prefigurando un futuro per l'ospedale, riesce ad ottenere la loro fiducia.
Più tardi Cristina e Owen commentano il discorso di Owen fatto alle infermiere circa il futuro dell’ospedale, ma Owen le confida di non credere alle parole che ha detto. Owen inoltra manifesta a Cristina di come si senta il responsabile dell’incidente fin da quando li ha messi sull’aereo.
Derek e Meredith riescono a procurarsi i dati di cui hanno bisogno, mediante una maldestra irruzione nell’ufficio dove sono in corso le trattative.
Alex invita Jo per bere qualcosa, ma lei rifiuta per quella sera. La vede con un altro specializzando. Stephanie gli dice che è una matricola di ginecologia, per cui lei ha una cotta dall’inizio della specializzazione.
La Bailey parla al padre del suo paziente consigliandogli di proseguire la strada della mappatura del genoma o altre terapie, ma altrove, in un altro ospedale. La Bailey, senza camice indosso e mentre si dirige verso l’uscita, si sfoga con Arizona dicendole che era l’unico consiglio medico che poteva dare in coscienza e che non vuole più lavorare in un ospedale che non riconosce più e che non vuole rischiare di non riconoscere più se stessa.
Jackson parla nuovamente con April, stavolta con più sensibilità, invitandola ad essere sincera con Matthew, magari aspettando il momento giusto. April va all’appuntamento e a fine serata è a casa con Matthew; mentre si baciano, Matthew si ferma e dice secondo lui che non dovrebbero spingersi oltre per quella sera, perché si sta preservando per il matrimonio. April si mostra sollevata ed è quasi sul punto di confessargli di non essere più vergine, ma si ferma.
Arizona, dopo aver parlato con la Bailey, comprende l’importanza e l’urgenza di intervenire. Riferisce la sua decisione a tutti gli altri, mentre Cristina comunica una notizia importante avuta da Owen: la Pegasus intende concludere l’acquisto quella sera stessa.
Derek Meredith, Callie, Arizona e Cristina irrompono quindi nella sala riunioni e rassegnano le proprie dimissioni con effetto immediato.  Pegasus ritira l'offerta, poiché il valore dell’ospedale senza quelle risorse è bruscamente calato. Owen e la Cahill sono molto scossi, l'uno perché ha visto i suoi voltargli le spalle, l’altra perché non crede sia più possibile recuperare la situazione. 
- Guest star: Constance Zimmer (Dr. Alana Cahill), Eddie Jemison (Stan Grossberg), Roma Maffia (Roberta Thompson), Justin Bruening (Matthew Taylor), Camilla Luddington (Dr. Jo Wilson), Gaius Charles (Dr. Shane Ross), Tina Majorino (Dr. Heather Brooks), Jerrika Hinton (Dr. Stephanie Edwards), Michael Reilly Burke (Mr. Finch), Danielle Bisutti (Langer), Charles Michael Davis (Dr. Jason Myers).
- Musiche: Synthetica dei Metric, Stay di Rihanna Ft. Mikky Ekko, Dead In the Water di Ellie Goulding.
- Riferimento del titolo: è riferito alle canzoni di Ron Sexsmith e Emmylou Harris.
- Ascolti USA: telespettatori 8.570.000[22]

## Per questo lottiamo
- Titolo originale: This Is Why We Fight
- Diretto da: Jeannot Szwarc
- Scritto da: Austin Guzman

### Trama
La Cahill convince la Pegasus a tornare al Seattle Grace Mercy West per comprare di nuovo l'ospedale.
Intanto Derek, Meredith, Cristina, Arizona e Callie, dopo aver parlato con i suoi rappresentanti, riescono ad avere una riunione con Julian Crest, l'imprenditore a cui faranno proposta di aiutarli ad acquistare l'ospedale. Egli approva le loro idee e le condivide, ma gli dice che non vede tra loro nessun capo pronto a prendere le redini dell'ospedale, e li invita a tornare da lui con qualcuno che abbia esperienza nella gestione. Così i cinque pensano a Richard e Meredith va al Seattle Grace Mercy West per fargli questa proposta.
Intanto Heather sente Alana dire che una volta che la Pegasus avrà comprato l'ospedale l'avrà acquistato in pezzi, avrebbe preso le attrezzature dell'ospedale per collocarle negli altri centri della loro fondazione e tutti i dipendenti sarebbero stati licenziati.
Così la specializzanda avverte i suoi colleghi e Owen, che ne era inconsapevole, lo viene a sapere.
Anche Cristina, come Meredith, si reca all'ospedale e informa Owen della situazione, cioè del fatto che stanno cercando un aiuto finanziario da parte di Julian Crest.
Questo allora si reca nella sala riunioni dove la Pegasus sta decidendo le ultime cose riguardo all'acquisto e gli dice che ha un altro acquirente e gli chiede di aspettare un giorno.
Intanto Shepherd, Grey, Torres, Yang e Robbins, con il dottor Webber, riescono a parlare di nuovo con Crest, che invita Derek e Richard sul suo elicottero diretto all'aeroporto (l'imprenditore sta per partire per Dubai) per sapere di più riguardo all'ospedale.
Le donne così si recano all'aeroporto e aspettano i due chirurghi. A Crest piace la loro idea, ma non se la sente di investire. È un no.
Sconsolati i chirurghi tornano a casa, privi di speranze.
La sera Webber si ritrova a parlare con Catherine Avery, madre di Jackson, raccontandole dell'idea fallita dei cinque chirurghi di comprare l'ospedale.
Il giorno dopo la dott. Avery riunisce Derek, Meredith, Arizona, Callie, Cristina, Owen, Richard e suo figlio Jackson e gli dice che la fondazione Harper Avery sarebbe felice di rispondere alle loro richieste, cioè di aiutarli nell'acquisto dell'ospedale. L'ospedale verrà salvato, e tutti ne sono stra-contenti. Ma c'è una sola condizione: nel loro consiglio di amministrazione ci dovrà essere un rappresentante che ha scelto la fondazione: Jackson. Egli non esprime pareri al riguardo e la puntata si chiude con un dubbio: Jackson accetterà la carica e la fondazione comprerà l'ospedale o rifiuterà e il Seattle Grace Mercy West Hospital fallirà?
- Guest star: Hart Bochner (Julian Crest), Constance Zimmer (Dr. Alana Cahill), Eddie Jemison (Stan Grossberg), Roma Maffia (Roberta Thompson), Camilla Luddington (Dr. Jo Wilson), Gaius Charles (Dr. Shane Ross), Tina Majorino (Dr. Heather Brooks), Jerrika Hinton (Dr. Stephanie Edwards), Tessa Ferrer (Dr. Leah Murphy), Debbie Allen (Dr. Catherine Avery).
- Musiche: Mountains di Kris Orlowski e Andrew Joslyn, Bones di Ms Mr, Never Gonna Let You Go di Esthero, What I Wouldn't Do di Serena Ryder.
- Riferimento del titolo: è riferito alla canzone dei The Decemberists.
- Ascolti USA: telespettatori 8.750.000[23]

## Il nuovo nome
- Titolo originale: Transplant Wasteland
- Diretto da: Chandra Wilson
- Scritto da: Zoanne Clack

### Trama
Jackson accetta l'incarico offertogli dalla madre come rappresentante della Fondazione Harper Avery, diventando, di fatto, il "capo" di tutti gli altri medici che, con i soldi avuti dall'ospedale per l'incidente aereo, hanno acquistato il Seattle Grace. Le prime proposte di Jackson al gruppo causano però una "ribellione", un vero e proprio inizio di rigetto: egli infatti, facendosi portavoce degli intenti della Fondazione, fa sapere che non c'è l'intenzione di riaprire il Pronto Soccorso, e che la Fondazione ha intenzione di licenziare Owen Hunt, per dare una nuova immagine della Direzione. Gli altri medici per protesta e offesi per il torto verso Hunt abbandonano la riunione. Cristina cerca Hunt per informarlo; Hunt è sconvolto dalla notizia, visto l'impegno messo in tutta la vicenda del fallimento dell'ospedale, e si arrabbia anche con Shepherd, pensando che l'amico abbia approvato la decisione alle sue spalle. I due discutono, e Derek "accusa" Hunt di sentirsi in colpa perché in fondo la responsabilità della scelta della compagnia aerea più economica era stata sua e quindi, in definitiva, anche l'incidente. Hunt, adirato, va quindi da Jackson e si dimette. Questo si ripercuote pesantemente su tutta l'organizzazione degli interventi di trapianto programmati per la giornata e di cui Hunt era il coordinatore; tutto ricade su Jackson, che, subissato da tutti, in primis dalla Bailey, ha grossi problemi nel prendere decisioni organizzative. Questo preoccupa molto Richard, che esprime le sue perplessità alla madre di Avery: teme infatti che l'incarico sia troppo pesante per il giovane e che un suo fallimento potrebbe bruciargli la carriera; la madre di Jackson reagisce violentemente, ritenendo le preoccupazioni del suo fidanzato un'ingerenza nel rapporto con il figlio; poi però si scusa ed esprime molta riconoscenza verso le preoccupazioni di Richard perché sono una cosa che ha sempre cercato in un uomo: l'affetto paterno per Jackson. Ritiene però di aver fatto la scelta giusta e che il figlio sarà perfettamente in grado di ricoprire il ruolo che gli è stato affidato. Alla fine della giornata si dimostrerà che aveva avuto ragione; Jackson infatti inizia a prendere decisioni e soprattutto autonomamente, decide infatti per la riapertura del Pronto Soccorso, di confermare l'incarico ad Hunt, che ritira le dimissioni, e propone di modificare il nome dell'ospedale in Grey Sloan Memorial Hospital.
- Guest star: Debbie Allen (Dr. Catherine Avery), Tom Bower (Mr. Schultz), Dave Florek (Herman Crum), Camilla Luddington (Dr. Jo Wilson), Tina Majorino (Dr. Heather Brooks), Jerrika Hinton (Dr. Stephanie Edwards), Tessa Ferrer (Dr. Leah Murphy), Charles Michael Davis (Dr. Jason Myers), Logan Fahey (Brad Parker), Tiffany Boone (Jaelyn Donovan).
- Musiche: Miracle Mile dei Cold War Kids, Go first di Rose Cousins, Distant Shouts dei Little Children.
- Riferimento del titolo: è riferito alla canzone degli Arcana.
- Ascolti USA: telespettatori 8.200.000[24]

## Mani in mano
- Titolo originale: Idle Hands
- Diretto da: David Greenspan
- Scritto da: Gabriel Llanas

### Trama
Nel Grey Sloan Memorial Hospital viene riaperto il pronto soccorso con una nuova macchina che con soli 13 secondi è in grado di fare una mappatura completa del corpo con tutti i particolari. Karev e Jo si occupano del bambino malato di tumore con il quale Alex si divertirà nel corso di tutta la puntata a fare scherzi all'ostetrico che esce con lei, a questi scherzi in seguito si unirà anche Richard. La Bailey cerca disperatamente qualcuno che l'ascolti per finanziare il suo progetto; il finanziamento verrà ottenuto a fine puntata grazie ad un'idea della Yang che ne approfitta per occuparsi del suo nuovo trial. Meredith, che nel corso della puntata ha continue idee depresse sul suo bambino, si occupa di un insegnante al quale sono stati diagnosticati dei calcoli che poi in seguito si rivelano un tumore inoperabile all'ultimo stadio. April cerca qualcuno con cui sfogarsi sulla sua voglia di "partecipare al carnevale" col suo nuovo ragazzo paramedico, che vuole aspettare invece il matrimonio. Ross e Sheperd si occupano di una ragazza con gravi lesioni al cervello ed il cui padre è troppo agitato per ascoltare gli aggiornamenti sulle sue condizioni senza reagire violentemente. La situazione servirà a Ross per imparare a dare notizie ai pazienti in situazioni difficili: infatti alla fine lo stesso Sheperd, che suggeriva allo specializzando di dare notizie con calma e fermezza, alla fine è costretto a bloccare fisicamente il padre della ragazza per riuscire a calmarlo e dargli la buona notizia che la figlia, per quanto in coma, è viva.
Alla fine della puntata, durante un'ecografia si scopre che il bambino di Meredith e Derek è un maschietto.
- Guest star: Todd Stashwick (Mr. Kramer), Camilla Luddington (Dr. Jo Wilson), Gaius Charles (Dr. Shane Ross), Tina Majorino (Dr. Heather Brooks), Tessa Ferrer (Dr. Leah Murphy), Dominic Hoffman (Dr. Jeff Russell), Charles Michael Davis (Dr. Jason Myers), Annette O'Toole (Madeline Skurski).
- Musiche: Hey Love dei Quadron. Hollow Drum di Laura Welsh, Open Letter dei The Helio Sequence, Big Light degli Houses, Shadow of a Man dei Neulore.
- Riferimento del titolo: è riferito alla canzone degli Stone Sour.
- Ascolti USA: telespettatori 9.390.000[25]

## Non posso combattere questo sentimento
- Titolo originale: Can't Fight This Feeling
- Diretto da: Mark Jackson
- Scritto da: Meg Marinis

### Trama
Callie sta preparando un discorso sulla cartilagine, ed è molto nervosa perché dovrà esporlo davanti a molti ascoltatori, cerca così di farsi aiutare da Arizona. Nel frattempo, viene dato l'allarme a tutti i medici del Grey Sloan Memorial Hospital per un tir, che all'inizio viene segnalato come esploso, ma esploderà nel corso dell'episodio a causa di una perdita di benzina e dall'accensione di una sigaretta da parte di un paziente. Ci sono gravi feriti, tra cui due genitori, l'irrequieto figlio dei quali viene affidato ai servizi sociali ma solo Hunt riuscirà a tenere compagnia al bambino, e anche una donna incinta, che morirà poco dopo aver dato alla luce il bambino. April, alla quale era stato affidato quest'ultimo caso, cerca la presenza divina nel voler pianificare il destino delle persone e distrutta per la perdita della sua paziente, cerca conforto in Jackson. Intanto anche il paramedico fidanzato di April viene ricoverato per delle ustioni. A causa dei tanti pazienti, Callie non potrà prendere l'aereo e fare il suo discorso ma Richard e Arizona riusciranno a metterla comunque in contatto con la conferenza tramite video chiamata, e la dottoressa riuscirà ad eccellere non seguendo i suoi appunti ma parlando con il cuore. Alla fine della puntata, Meredith, che è riuscita ad aiutare una madre preoccupata per suo figlio che tutti credevano pazza ma che in realtà aveva ragione, chiede alla dottoressa Bailey di provare su Zola e su lei stessa le ricerche sul genoma, per capire se avrà l'Alzheimer e se potrà aiutare anche lei sua figlia prima che sia troppo tardi.
- Guest star: Camilla Luddington (Dr. Jo Wilson), Gaius Charles (Dr. Shane Ross), Tina Majorino (Dr. Heather Brooks), Jerrika Hinton (Dr. Stephanie Edwards), Tessa Ferrer (Dr. Leah Murphy), Justin Bruening (Matthew Taylor), Ken Michelman (Dr. Goyle), Charles Michael Davis (Dr. Jason Myers), Michael Buie (Paul Dawson), Sarah Chalke (Casey Hedges).
- Musiche: Spark dei Fitz and The Tantrums, Roll On Hills di Annie Williams, Amsterdam dei Daughter, Teach Me dei Keaton Henson, The Storm dei The Airborne Toxic Event.
- Riferimento del titolo: è riferito alla canzone degli Reo Speedwagon.
- Ascolti USA: telespettatori 9.020.000[26]

## Lei mi uccide
- Titolo originale: She's Killing Me
- Diretto da: Nicole Rubio
- Scritto da: Debora Cahn

### Trama
La dott.ssa Bailey informa Meredith e Derek che non ha avuto informazioni a sufficienza per la mappatura del genoma di Zola, mentre in quella di Meredith è presente il gene dell'Alzheimer, inizia così l'ansia di Meredith, che deve cambiare il suo testamento, infatti aveva inserito come tutori di Zola ed eventuali altri figli Lexie, Cristina e Owen. Cristina non si sente di fare la mamma, sarà soltanto la zia "strafiga", così la decisione sui possibili tutori resta in sospeso. Derek cerca invano di tranquillizzarla dicendole che questi esami mettono solo in luce delle possibilità, e alla fine si fa mappare anche lui e il risultato dice che è predisposto al cancro ma anche a diventare un eroinomane calvo, cosa che fa tornare il sorriso a Meredith. Intanto Owen si occupa del piccolo Ethan i cui genitori sono stati coinvolti nell'incidente del precedente episodio. In ospedale sono arrivati due chirurghi in missione per l'esercito per apprendere nuove tecniche chirurgiche da effettuare con pochi strumenti, tutti si impegnato per l'insegnamento, ma April sarà quella che apprende di più, decide infatti di dire al suo paramedico che non è vergine, lui la lascia e lei ruba dell'attrezzatura dall'ospedale e la regala ai due chirurghi. Intanto la Bailey è arrabbiata con la Murphy perché ha operato mentre aveva l'influenza, sono infatti tornate due persone che hanno un'infezione, quando la prima delle due muore e ne arriva un terzo, Murphy sa che verrà licenziata, perché c'è una regola per cui dopo tre problemi della stessa natura vieni licenziato. Murphy prima di andarsene deve effettuare una ricerca per contattare tutti i pazienti del giorno dell'influenza, ma scopre che il terzo paziente arrivato con l'infezione non era suo, quindi l'unico medico entrato in contatto con tutti e tre è la Bailey.
- Guest star: Tina Majorino (Dr. Heather Brooks), Gaius Charles (Dr. Shane Ross), Jerrika Hinton (Dr. Stephanie Edwards), Tessa Ferrer (Dr. Leah Murphy), Justin Bruening (Matthew Taylor), Anthony Azizi (Dr. Siriano), Bernard White (Dr. Darwish), Enid Graham (Rachel Dawson), Michael Buie (Paul Dawson).
- Musiche: The Day You Went Away dei The Rubens, Cold World di [Jon E.K.], Clair de lune dei Flight Facilities e Christine Hoberg, My Number dei Foals, Home di Phillip Phillips.
- Riferimento del titolo: è riferito alla canzone degli A Rocket To The Moon.
- Ascolti USA: telespettatori 8.580.000[27]

## Il mostro dormiente
- Titolo originale: Sleeping Monsters
- Diretto da: Bobby Roth
- Scritto da: Bronwyn Garrity

### Trama
La dottoressa Bailey è al centro di un'indagine del Centro Controllo Malattie dopo la morte di alcuni dei suoi pazienti: è risultata positiva al test dello stafilococco ma non viene incolpata perché in realtà i guanti sostituiti dalla Pegasus contengono tagli microscopici che hanno favorito la fuoriuscita del batterio. Cristina prende in giro Alex sui sentimenti, taciuti, che prova per Jo. Avendo scambiato alcune sue confidenze con l'attuale fidanzato, Jo e Alex rompono l'amicizia che li legava. Owen continua a dare ad Ethan un trattamento speciale, viste le condizioni ancora incerte del padre e la morte della madre. Cristina ha quindi paura di perdere l'uomo della sua vita, che preferisce restare in ospedale ed essere la famiglia di Ethan piuttosto che tornare a casa a riposarsi. Cristina promette a Meredith di essere in sala parto durante la nascita del bambino. Matthew perdona April per avergli mentito e i due tornano insieme.
- Guest star: Thom Barry (Investigatore CDC), Mike Hagerty (Al Keller), Camilla Luddington (Dr. Jo Wilson), Tessa Ferrer (Dr. Leah Murphy), Justin Bruening (Matthew Taylor), Enid Graham (Rachel Dawson), Charles Michael Davis (Dr. Jason Myers), Michael Buie (Paul Dawson), Jennifer Bassey (Nancy Dawson), Abbie Cobb (Francis Keller), Andrew Manning (Tony Keller), Steven M.Gagnon (Mr. Lepik).
- Musiche: Broken di Jake Bugg, Say Anything di Anderson East ft. Jill Andrews, Avalanche di Zola Jesus, Think di Aretha Franklin, Sea Fog di Keane.
- La voce narrante in questo episodio è quella di Miranda Bailey.
- Ascolti USA: telespettatori 8.240.000[28]

## Tu credi nella magia?
- Titolo originale: Do You Believe in Magic
- Diretto da: Kevin McKidd
- Scritto da: Dan Bucatinsky

### Trama
Al pronto soccorso arriva una donna segata a metà dal marito mago. Tutti cercano di salvarla.
April è alle prese con una studentessa che, bevendo azoto liquido, si è fatta esplodere lo stomaco e così la opera insieme a Jackson. Le sue due amiche in pronto soccorso non sono di aiuto nemmeno per capire che cosa abbia.
Il piccolo Ethan dorme accanto al padre in attesa che quest'ultimo si svegli ma questo non accade nonostante i tentativi di cure provati da Cristina. Il bimbo decide di andare in albergo con la nonna ma qui, mentre quest'ultima riposa, prende dei sonniferi. Viene portato subito in ospedale ma grazie a Owen si riprende.
In ospedale arriva, chiamata da Jackson, la dottoressa Lauren Boswell, specializzata in chirurgia plastico-facciale neonatale, che ha subito un feeling con Arizona. Anche quest'ultima ne resta affascinata.
La Bailey è chiusa nel suo laboratorio e non vuole parlare con nessuno. Callie tenta più volte di parlarle ma lei non apre nemmeno la porta fino a che Richard non fa chiamare suo marito.
Quando entra nel laboratorio lei gli confessa di aver analizzato più volte il proprio sudore per paura di non aver debellato il batterio che ha causato la morte dei suoi tre pazienti, ma anche se continua a risultare negativa, la sensazione di "sporco" non passa.
Alex discute con Jo a causa delle rivelazioni che lui ha fatto al suo ragazzo e lui essendone innamorato decide di non parlarle più.
Quando arriva a casa però lei lo aspetta fuori dalla porta e quando si volta ha il viso pieno di lividi.
- Guest star: Hilarie Burton (Dr. Lauren Boswell), Jason George (Dr. Ben Warren), Chris McGarry (Danny), Camilla Luddington (Dr. Jo Wilson), Tina Majorino (Dr. Heather Brooks), Gaius Charles (Dr. Shane Ross), Jerrika Hinton (Dr. Stephanie Edwards), Jennifer Bassey (Nancy Dawson), Charles Michael Davis (Dr. Jason Myers), Michelle Ang (Elise), Michael Buie (Paul Dawson), Lili Mirojnick (Talia), Chelan Simmons (Brenda).
- Musiche: New York dei The Boxer Rebellion, Rust Or Gold di Jill Andrews, Elation di Isbells, Want Me (The Diogenes Club Remix) dei Misfitz, Beat of the Drum dei Van She, Uneven odds dei Sleeping at Last.
- Riferimento del titolo: è riferito alla canzone dei The Lovin' Spoonful.
- Ascolti USA: telespettatori 8.870.000[29]

## Pronti a tutto
- Titolo originale: Readiness Is All
- Diretto da: Tony Phelan
- Scritto da: Bill Harper

### Trama
Jo racconta ad Alex di aver litigato con il suo ragazzo, Jason, che l'ha picchiata. Alex la ospita a casa sua ed esce subito per andare a cercare Jason. La mattina successiva Owen indice una riunione straordinaria con tutto il personale per prepararli all'allerta tempesta. Alex chiede aiuto a Derek mostrandogli Jason ricoverato in fin di vita. Derek, Meredith e Cristina credono che Alex l'abbia picchiato, ma Alex nega sostenendo che quando era arrivato a casa di Jason lo aveva trovato privo di sensi, in gravi condizioni. Irrompe Jo dichiarandosi colpevole. Meredith e Cristina fanno scappare Jo. Arrivano i primi feriti dalla tempesta e la Bailey si rifiuta di operare.
Meredith è ormai a tre settimane dal termine della gravidanza e viene esclusa da un intervento pericoloso ma cade dalle scale credendo di aver perso il bambino. La ginecologa tuttavia controlla la situazione e la rassicura che non è successo nulla.
Owen continua ad assistere Ethan, il bambino che ha perso la madre ed il cui padre è ancora in coma e confida a Meredith di volerlo adottare. Tuttavia il padre del bambino, Paul Dowson, riesce a risvegliarsi dal coma, dopo che Christina si accorge di un coagulo prima non identificato e così Derek lo opera con successo. Owen non ne sembra felice.
April opera un uomo di 39 anni, operaio edile, buttato giù da un palazzo dal vento. L'uomo è ancora vivo, ma è caduto per 4 piani ed è stato impalato da alcune barre di supporto. Il paziente, Leon, è sveglio e cosciente. L'uomo viene operato da April, Callie, Owen e Ben. Tuttavia per tagliare le barre di supporto è necessario utilizzare una smerigliatrice angolare che può generare scintille e provocare l'esplosione della sala operatoria, a causa dell'ossigeno che riempie la stanza; durante l'intervento scoppia infatti un incendio, ma grazie ai riflessi tempestivi di April riescono a spegnerlo al suo nascere e a concludere l'operazione. Nonostante questo April viene esclusa e va via inviperita con Owen. Qualche minuto dopo viene chiamata al pronto soccorso e scopre di trovarsi al centro di un flash mob organizzato dal suo ragazzo che davanti a tutti ballando gli chiede di sposarlo e lei accetta. Owen era l'unico a conoscenza della richiesta di matrimonio, per questo l'aveva allontanata dalla sala operatoria.
Arizona, Jackson e la dottoressa Lauren operano, quasi per l'intera giornata, il bambino che necessita di una craniofacciale.
Tra Arizona e Lauren scoppia qualcosa ed alla fine le due che rimangono al buio in una stanza si baciano.
Ben non è riuscito a convincere la Bailey a tornare ad operare, così Richard decide di intervenire, dicendo a Miranda che se non tornerà ad operare verrà licenziata. Alla fine, la Bailey decide di tornare in sala operatoria. Jason si risveglia e vuole denunciare Jo ma Alex lo ricatta dicendo che lo denuncerà a sua volta per averla pestata e Jason cambia idea. Meredith dice a Cristina che Owen voleva adottare Ethan. Inizia la tempesta e tutto lo staff decide di dormire in ospedale, nel frattempo a Meredith si rompono le acque. Nell'ultima scena Alex torna a casa da Jo e le chiede perché l'ha fatto, lei si difende dicendo che non avrebbe mai permesso a nessuno di violentarla o picchiarla come in passato. Jo chiede a lui perché la difendeva a rischio della sua vita e Alex le sta per confessare cosa prova quando un albero sradicato cade dentro casa rompendo la finestra ma lasciandoli illesi.
- Guest star: Hilarie Burton (Dr. Lauren Boswell), LisaGay Hamilton (Connie), Jason George (Dr. Ben Warren), Justin Bruening (Matthew Taylor), Charles Michael Davis (Dr. Jason Myers), Camilla Luddington (Dr. Jo Wilson), Gaius Charles (Dr. Shane Ross), Tina Majorino (Dr. Heather Brooks), Jerrika Hinton (Dr. Stephanie Edwards), Tessa Ferrer (Dr. Leah Murphy), Jennifer Bassey (Nancy Dawson), Michael Buie (Paul Dawson).
- Musiche: I'm Gonna Be (500 Miles) di Sleeping at Last, You Belong to Me di The Boxer Rebellion, I'm Gonna Be (500 Miles) dei The Proclaimers.
- Riferimento del titolo: è riferito alla canzone dei Alias Eye.
- Ascolti USA: telespettatori 8.970.000[30]

## La tempesta perfetta
- Titolo originale: Perfect Storm
- Diretto da: Rob Corn
- Scritto da: Stacy McKee

### Trama

La scena finale della stagione ritraente Webber svenuto dopo aver preso una scossa da un generatore dell'ospedale

Meredith deve partorire con il parto cesareo non volendo, ma Derek e l'ostetrica la convincono a far nascere il bambino al buio a causa di un guasto al generatore. Il bambino nasce sano ma non piange per i primi istanti e Derek va via con il bambino mentre Ross, sotto indicazioni di Meredith, deve ricucirla. Cristina viene chiamata da Richard ad operare al buio e lei si rifiuta ma il Dott. Webber fa spegnere tutte le torce e la costringe a capire il problema solo con le mani e le orecchie, e con gran successo l'intervento riesce. Meredith a causa della caduta del giorno prima ha una forte emorragia e dà istruzioni a Ross su come operarla prima di perdere i sensi. Ross non ha mai fatto nulla di simile e ha paura anche perché ha promesso che non l'avrebbe rianimata dopo 9 minuti in arresto cardiaco. In pediatria si scaricano tutte le batterie e i bambini rischiano di morire se non ventilati, così Jo e gli altri insegnano ai genitori la ventilazione manuale. Arizona confessa ad Alex di aver tradito Callie, ma lui la rassicura dicendo di non essere lei la persona più orribile, ma anche lui, perché non vuole confessare a Jo i suoi sentimenti, in quanto crede di rovinare tutto perché pensa di essere lui il problema. Un autobus si ribalta davanti all'ospedale e tutti vanno ad aiutare; non si trova una bambina e l'autobus sta per scoppiare, ma Jackson la trova, terrorizzata, e non vuole uscire dal pullman. April va in panico perché non vede Jackson, e poco dopo scoppia l'autobus e tutti credono che Jackson sia morto, quando invece appare con la bambina in braccio.
Brooks va a cercare la Bailey per andare in soccorso di Meredith, ma le viene un attacco di panico perché finora non ha più operato, ma accetta.
Cristina scopre che Meredith è in pericolo e avvisa Derek e insieme corrono da lei. La Bailey esce dalla sala operatoria piangendo e loro credono che Meredith sia morta ma lei, al contrario, sta bene e decide di chiamare il bambino Bailey.
April va da Jackson mentre Callie lo sta medicando e, gridando, lo picchia, sicuramente ancora traumatizzata dalla paura di averlo quasi perso, lasciando Matthew allibito.
Alex dice a Jo di amarla e i due finalmente si baciano.
Callie scopre che Arizona l'ha tradita e litigano furiosamente, portando quest'ultima a confessare di non aver ancora perdonato la moglie di averle amputato la gamba. Cristina lascia Owen, anche se lui non è d'accordo, perché sa che lui non smetterà mai di desiderare figli. Richard va a cercare il tecnico e lo trova svenuto accanto ai generatori. Lo salva e poi va di persona ad attivare i generatori, e così torna la luce. April va da Jackson e gli dice che vuole lui e che non si sposerà se lui la ricambia. Miranda cerca Richard per scusarsi con lui ma nessuno sa dove sia. Nell'ultima scena si vede Richard inerme a terra e i generatori parzialmente bruciati.
- Guest star: Hilarie Burton (Dr. Lauren Boswell), Jason George (Dr. Ben Warren), LisaGay Hamilton (Connie), Camilla Luddington (Dr. Jo Wilson), Gaius Charles (Dr. Shane Ross), Tina Majorino (Dr. Heather Brooks), Blue Deckert (Frank), Justin Bruening (Matthew Taylor), Jerrika Hinton (Dr. Stephanie Edwards), Tessa Ferrer (Dr. Leah Murphy), Michael Buie (Paul Dawson), Angela Lin (Madre di Evie).
- Musiche: Without You di Ingrid Michaelson, All of Me di John Legend, Freight Train di Sara Jackson-Holman.
- Riferimento del titolo: è riferito alla canzone di Aaron Carter.
- Ascolti USA: telespettatori 8.990.000[31]